# 1 + 1 + 1 + 1 + ⋯
1 + 1 + 1 + 1 + ⋯, även skrivet {\displaystyle \sum _{n=1}^{\infty }n^{0}}, {\displaystyle \sum _{n=1}^{\infty }1^{n}} eller {\displaystyle \sum _{n=1}^{\infty }1}, är en divergent serie, vilket innebär att dess följd inte konvergerar till en reell gräns.
Följden 1n kan betraktas som en geometrisk serie med förhållandet 1. Till skillnad från andra geometriska serier med rationella förhållanden (utom -1) konvergerar den varken till reella tal eller p-adiska tal för vissa p. Serien uttryckt med den utökade reella tallinjen:
{\displaystyle \sum _{n=1}^{\infty }1=+\infty \,,}
då dess följd av partiella summor ökar monotont utan gräns.
Om summan av n0 uppträder i fysiska tillämpningar kan den ibland tolkas av zetafunktionsregularisering. Det är värdet vid s = 0 i Riemanns zeta-funktion
{\displaystyle \zeta (s)=\sum _{n=1}^{\infty }{\frac {1}{n^{s}}}={\frac {1}{1-2^{1-s}}}\sum _{n=1}^{\infty }{\frac {(-1)^{n+1}}{n^{s}}}\,,}
De två formlerna ovan gäller dock inte vid noll, vilket nödvändiggör användning av analytisk fortsättning av Riemanns zetafunktion
{\displaystyle \zeta (s)=2^{s}\pi ^{s-1}\ \sin \left({\frac {\pi s}{2}}\right)\ \Gamma (1-s)\ \zeta (1-s)\!,}
Genom användning av denna ges (givet att {\displaystyle \Gamma (1)=1})
{\displaystyle \zeta (0)={\frac {1}{\pi }}\lim _{s\rightarrow 0}\ \sin \left({\frac {\pi s}{2}}\right)\ \zeta (1-s)={\frac {1}{\pi }}\lim _{s\rightarrow 0}\ \left({\frac {\pi s}{2}}-{\frac {\pi ^{3}s^{3}}{48}}+...\right)\ \left(-{\frac {1}{s}}+...\right)=-{\frac {1}{2}}\!}
där potensserieutvidgningen för ζ(s) om s = 1 följer eftersom ζ(s) har en simpel residypol där. I denna mening är 1 + 1 + 1 + 1 + ⋯ = ζ(0) = -1⁄2.
Emilio Elizalde presenterar en anekdot om attityder till serien:
| ” | Under en kort period på mindre än ett år gav två framstående fysiker (A. Slavnov och F. Yndurain) seminarier i Barcelona, om olika ämnen. Det var anmärkningsvärt att talaren i båda presentationerna någon gång riktade dessa ord till publiken: "Som alla vet, 1 + 1 + 1 + 1 + ⋯ = −1⁄2", vilket kan innebära: Om du inte vet det är det ingen idé att fortsätta lyssna. | „ |